# Айдамірова Аймані Шамсудинівна
Аймані Шамсудинівна Айдамірова (* 8 березня 1965) — співачка, акторка, народна артистка Чеченської Республіки, народна артистка Республіки Інгушетія, Заслужена артистка Російської Федерації. Заслужена артистка Чеченської Республіки, Заслужена працівниця культури Чеченської Республіки. Художня керівниця Чеченської державної філармонії. Представниця чеченського тайпу біною.

## Біографія
Розпочала творчу діяльність, вступивши у 1981 році на роботу солісткою-вокалісткою Чечено-Інгушської державної філармонії. Із самого початку співочої кар'єри звернула на себе увагу як талановита виконавиця народних пісень.
Закінчила Краснодарський інститут культури за спеціальністю «Хоровий диригент». Під час навчання співала у Кубанському козацькому хорі.
У 1990 році створила жіночий гурт «Жовхар» (Перлина). Зі своїм колективом виїхала до Смоленська на перший Всеросійський конкурс «Голоси Росії». Попри те, що гурту було лише чотири місяці, Аймані Айдамірова та «Жовхар» стали дипломантами конкурсу. Того ж року їй було присвоєно звання «Заслуженої артистки Чечено-Інгушетської АРСР».
У 1992 році призначена начальницею Управління культури Грозного. У 1995 році, за розпорядженням голови Уряду національного відродження Чечні, направлена до Туреччини для вирішення питань культурної та гуманітарної співпраці.
2000 року створила новий жіночий вокальний колектив «Нур-Жовхар».
2002 року їй присвоєно звання Народної артистки Чеченської Республіки. Також є Народною артисткою республіки Інгушетія.
Нині художня керівниця Чеченської державної філармонії імені Аднана Шахбулатова.

## Нагороди та звання
- Народна артистка Чеченської Республіки (2002);
- Народна артистка Республіки Інгушетія;
- Заслужена артистка Російської Федерації (2008);
- Заслужена діячка мистецтв Чеченської Республіки;
- Заслужена працівниця культури Чеченської Республіки;
- Медаль «За заслуги перед Чеченською Республікою»;
- Медаль «За успіхи та старанність у праці»;
- Орден імені Ахмата Кадирова[2];

## Родина
Одружена. Має четверо дітей. Племінниця відомої чеченської співачки Мар'ям Айдамірової.